# Catedral de la Inmaculada Concepción (Hangzhou)
La Catedral de la Inmaculada Concepción (en chino: 圣母无原罪主教座堂) es una catedral católica, situada en el 415 de la vía Zhongshan norte (中山北路415号), no lejos de la plaza Wulin (武林广场) en el centro de Hangzhou, en el país asiático de China. Ya que es la única iglesia católica actualmente en servicio dentro de la propia ciudad de Hangzhou, también se le conoce simplemente como Tiānzhǔ Tang (天主堂) o "la Iglesia Católica"
La catedral actual en Hangzhou, dedicada a Nuestra Señora de la Inmaculada Concepción, fue construida originalmente en 1661 por el jesuita italiano Martino Martini, y sigue siendo una de las iglesias más antiguas de China. Su forma románica original fue diseñada con tres naves y dos filas de columnas que los separan. Los dos altares laterales tienen estatuas para venerar a San Pedro y San Pablo, mientras que el altar central fue creado para la adoración de Cristo.
Sufrió dos incencios, el primero en 1692 y el segundo en 1912. Sirvió de templo taoísta en 1691 y 1730, cuando la religión católica fue proscrita de China por edicto imperial, y luego tuvo otros usos en 1862 e incluso desde 1966, durante la Revolución cultural. Tuvo dos ampliaciones en 1876 y 1916. Es, pues, una de las iglesias más antiguas de China. Su fachada es de estilo jesuita, inspirado en el barroco romano. Estaba decorada por frescos y retablos barrocos pintados por artistas locales chinos, como refirió el jesuita Charles Le Gobien (1653-1708) en su Historia del edicto del emperador de la China. Volvió al culto católico en 1848 y fue servida por lazaristas franceses, ayudados más tarde por lazaristas holandeses e ingleses. El culto fue interrumpido entre 1966 y 1982 durante la Revolución cultural y el edificio sirvió de prisión con doce celdas. Se consagró de nuevo en diciembre de 1982. Las misas son hoy en día en chino con una misa en inglés todas las noches de los sábados.